# Hubert Nyssen
Hubert Nyssen (* 11. April 1925 in Brüssel; † 12. November 2011 in Paradou)  war ein französischer Verleger, Essayist und Schriftsteller.

## Leben
Hubert Nyssen war der Literatur seit seiner Kindheit verpflichtet. Nachdem er 1976 die französische Staatsbürgerschaft erhalten hatte, gründete er 1978 den  Verlag Actes Sud in Arles. Literarische Größen wie Paul Auster oder Nancy Huston wurden von Nyssen entdeckt. Nyssens eigene Werke wurden und werden zum Teil auch in Deutschland verlegt.
Nyssen stand dem Aufsichtsrat von Actes Sud vor und war mit Christine Le Bœuf verheiratet. Die Tochter Françoise Nyssen (* 1951) kam 1987 ins Unternehmen.

## Auszeichnungen
- 1998: Mitglied der Academie Royale de Langue et de Litterature Francaises de Belgique
- 2003: Ehrendoktor der Universität Lüttich
- 2005: Officier de la Légion d’honneur

## Werke (Auswahl)
- Bäume im Kopf, Roman (aus dem Französischen von Hans Thill). Freiburg im Breisgau: Verlag Beck & Glückler, 1988. ISBN 3-924175-19-5 (Titel der Originalausgabe: Des Arbres dans la Tête, 1982).
- Leonore in Dresden, Roman (aus dem Französischen von Beate Thill). Freiburg im Breisgau: Verlag Beck & Glückler, 1985. ISBN 3-924175-18-7 (Titel der Originalausgabe: Eléonore à Dresde, 1983).
- Zeg ou les infortunes de la fiction. Arles: Actes Sud (collection „un endroit où aller“), 2002.
- Pavanes et javas sur la lombe d'un professeur. Arles: Actes Sud (collection „un endroit où aller“), 2004.
- Les déchirements. Arles: Actes Sud (collection „un endroit où aller“), 2008.